# 바이오센서
바이오센서는 생물학적 요소와 물리화학적 탐지기를 결합한 분석을 위한 장치로, 분석물질의 탐색에 사용된다.
민감한 생물학적 요소, 생물학적으로 끌어낸 재료, 연구 중에 분석물질과 상호작용하는 생체모방 요소. 생물학적으로 민감한 요소들은 생물학적 공학기술로도 만들어낼 수 있다. 예외의 경우도 있다.
분석물질과 생물학적 요소의 상호작용에 의해 발생한 신호를 더 쉽게 측정되고 수량화되는 다른 신호로 변환하는 변환기나 탐지기
전자공학 기술과 사용하기 쉬운 방향으로 표현해주는 신호 가공처리 기계가 장착된 바이오센서 리더 장치.이것은 가끔 센서 장치의 가장 값비싼 부분을 차지하지만, 변환기와 민감 요소를 포함한 사용하기 쉬운 표현이 가능하게 해준다. 리더는 주로 주문 제작되는데, 바이오센서들의 서로 다른 원리들에 적합하게 제조된다. 바이오 센서 전자 리더로 알려진 제조업체는 PalmSens, Gwent Biotechnology Systems and Rapid Labs가 있다.
생물이 본래 가지고 있는 기능이나 성질을 유용하게 이용해서 물질을 탐지하는 역할을 한다.

## 사례
가장 흔한 상업적 바이오센서는 포도당 산화효소를 혈당량을 떨어뜨리는데 사용하는 혈당 센서이다. 포도당 산화효소를 씀으로써 그것은 처음으로 포도당을 산화시키고 효소의 한 성분인 FAD를 FADH2로 환원시키는데 두 개의 전자를 사용한다. 이것은 차례차례 많은 단계에서 전극에 의해 산화된다. 이 경우에서 전극은 변환기이고 효소는 생물학적 활성 요소이다.
최근 들어서, 많은 다른 탐지 분자들로 만들어진 어레이들이 탐지기의 반응 패턴이 물질의 지문으로 사용되는 전자 코(전자 냄새 검출기)로 불리는 것에 적용되고 있다. Wasp Hound 냄새 탐지기에서, 기계적인 요소는 비디오 카메라이고 생물학적 요소는 구체적인 화학물질의 존재에 대한 반응으로, 기어오르도록 훈련된 기생 말벌이다. 하지만 요즘에는 상업적 전자 코는 생물학적 요소로 사용되지 않는다.
가스 누출을 경고하기 위해 광부들이 사용하는 새장 안의 카나리아는 바이오 센서로 생각할 수 있다. 오늘날의 많은 바이오 센서의 적용은 인간이 탐지할 수 있는 것보다 훨씬 더 적은 농도 수준에서 독성 물질에 반응할 수 있는 유기체를 사용한다는 점에서 비슷하다. 그러한 장치들은 환경 감시,가스 탐지, 수질 관리 등에 사용될 수 있다.

## 바이오센서시스템
바이오 센서는 일반적으로 바이오 탐지 요소, 바이오 변환기 요소와 증폭기, 가공 기계, 화면을 포함한 전자 시스템으로 구성된다. 변환기와 전자공학은 CMOS 기반 마이크로센서 시스템과 결합될 수 있다.흔히 바이오 수용기로 불리는 탐지 요소는 분석 물질과 상호 작용하기 위해 유기체나 생물학적 요소를 본 따서 만든 수용기의 바이오 분자를 사용한다. 이 상호작용은 샘플에서 분석물질의 부분적인 측정 가능한 신호를 발생시키는 바이오 변환기에 의해 이루어진다. 바이오 센서의 일반적인 디자인의 목적은 샘플이 구해진 곳에서 빠르고 편리한 테스트를 가능하게 하기 위함이다.

## 바이오수용체(Bioreceptors)
바이오센서에서 바이오수용체(bioreceptor)는 특정 분석 대상물과 상호작용하도록 설계되는데, 변환기(transducer)에 의해 측정 가능한 효과를 생성하게 된다. 바이오센서의 핵심 요구사항은 화학적 또는 생물학적 성분의 매트릭스중에서 분석물에 대한 높은 선택성이라 말할 수 있다. 바이오 센서는 이러한 높은 선택성에 따라 분류될 수 있는데, 항원/항체, 효소, 핵산/DNA, 세포구조 등에서의 선택성으로 바이오수용체를 분류할 수 있다.

### 항원 / 항체 상호 작용
면역 센서 (Immunosensor)는 항원 또는 특정물질의 항체의 특이결합을 사용하게 된다. 항원/항체 상호작용의 특이성은 열쇠와 자물쇠의 올바른 적합성과 같은 성질을 이용하게 된다. 즉, 항체는 오직 항원의 특이한 구조에만 반응하게 되는 원리를 사용하게 된다. 추적하려는 물질과의 결합현상이 일어나면 물리화학적인 변화를 초래하게 되는데, 예를 들면, 형광물질, 효소, 방사성동위원소등과 결합하면 신호를 발생하게 된다. 그러나 항체를 센서로 사용하는 것은 몇가지의 제한조건이 따르게 된다. 1. 항체의 결합능력은 pH와 온도등의 분석물질의 조건에 강하게 의존한다. 2. 항원/항체 반응은 일반적으로 불가역적인 반응이다. 그러나 이러한 항원/항체 결합은 무질서경향(chaotropic) 물질이나, 유기용매, 또는 초음파(ultrasonic) 노출에 의해 분리될 수 있다.

### 효소의 상호 작용
효소의 특정 결합력과 촉매능력은 효소를 인기 있는 bioreceptor로 사용되게 한다. 다음의 여러 가지 메커니즘이 분석대상물을 인식하게 하는 능력이 된다. 1) 효소는 분석대상물을 센서가 감지할 수 있는 물질로 변환시켜준다. 2) 분석대상물에 의해 효소기능이 방해되거나 활성화되는 메커니즘으로 인식한다. 3) 분석대상물과의 상호작용에 의해 효소의 특성이 변하는 메커니즘을 측정한다. 바이오센서로서 효소의 일반적인 사용의 주된 이유는 다음과 같다. 1) 많은 수의 반응에 대한 촉매기능, 2) 분석대상물(촉매활동의 기질, 생성물, 방해물, 변형물 등)의 그룹을 감지하는 능력 3) 분석대상물의 인식에 여러 가지 형태의 형질도입방법을 사용할 수 있는 능력 등이다. 잘 알려져 있는 것처럼, 효소는 반응과정에서 소모되지 않기 때문에 바이오센서로 계속 사용될 수 있게 된다. 그러나 센서의 수명은 효소의 안정성에 제한을 받게 되는 단점이 있다.

### 핵산의 상호 작용
핵산 상호 작용을 이용하는 바이오 센서는 genosensors로 지칭 될 수 있다. T 인식 프로세스는 상보의 원리에 기초한 염기쌍(DNA의 티민과 시토신 : 아데닌과 구아닌)을 사용하게 된다. 표적으로서의 핵산 서열이 알려져 있는 경우, 상보적인 서열은 합성되고, 표식을 한 후에 센서에 고정 될 수 있다. 혼성화프로브(hybridization probe)는 광 신호를 생성하는 형태로 표적서열과 염기쌍을 형성할 수 있는데, 이러한 유형의 센서가 사용되는 이유는 빛을 검출하는 방법으로 적용되기 때문이다.

### 세포
세포들은 주변 환경에 민감하기 때문에 세포가 종종 bioreceptor로 사용된다. 세포들은 모든 종류의 자극에 응답 할 수 있다. 세포들은 표면에 쉽게 부착되어서 고정 될 수 있는 경향이 있다. 세포들은 오랜 기간 동안 활성 상태를 유지할 수 있고, 세포들을 다시 사용할 수 있다. 세포들은 일반적으로 스트레스 상태, 독성, 유기 유도체 등의 변수를 감지하는 데 사용된다.  세포들은 또한 약물의 치료효과를 모니터링하는데 사용될 수 있다.  한 프로그램에서는 세포들을 주요 수중 오염물질인 제초제의 존재를 결정하는 센서로 사용한 것을 보고하기도 한다.

## 같이 보기
- 센서
- 전기 화학 발광(ECL,Electrochemiluminescence)
- 표면 플라스몬 공명
- 플라스몬
- 학문
  - 생물전자공학(Bioelectronics)
  - Impedance microbiology